# Colibrí cua de tisora
El colibrí cua de tisora (Hylonympha macrocerca) és una espècie d'ocell de la subfamília dels troquilins (Trochilinae) dins la família dels troquílids (Trochilidae) i és l'únic membre del gènere Hylonympha (Gould, 1873). Es troba només a Veneçuela, concretament a la península de Pària.
El seu hàbitat natural és l'humit bosc de boira tropical o subtropical. Es troba amenaçat per la destrucció de l'hàbitat.
L'UICN el va classificar com a espècie vulnerable. Nogensmenys, recerca recent mostra que és un exemplar més rar del que es pensava, i per aquest motiu el seu estatus ha pujat fins a Espècie en perill d'extinció l'any 2008.